# Tour du Venezuela 2011
Le Tour du Venezuela 2011 a eu lieu du 13 juillet au 24 juillet 2011. Il est inscrit au calendrier de l'UCI America Tour 2011. Il a vu la victoire d'un jeune cycliste de 21 ans, Pedro Gutiérrez.

## Présentation

### Parcours
Le parcours est constitué de 12 étapes développant 1 672 km. La 4e et la 8e ont deux secteurs. La majorité de celles-ci sont plates avec pas moins de trois étapes en circuit. Le deuxième tronçon de la 8e étape est un contre-la-montre de 12 km. Et la 9e, particulièrement accidentée, est présentée par les organisateurs comme l'étape reine de ce Tour.

### Équipes participantes
29 équipes disputent la course, 23 formations locales sont accompagnées de 6 étrangères.
| Équipes vénézuéliennes                         | Principaux engagés                                        |
| Gobernación del Zulia                          | Pedro Gutiérrez, Juan Murillo, Manuel Medina, José Rujano |
| Alcaldía de Maracaibo                          | Gil Cordovés                                              |
| Gobierno de Carabobo                           | Carlos Linares                                            |
| Transporte Hermanos Moya-Alcaldía de Barcelona | Darwin Urrea                                              |
| Alcaldía de Valencia                           | Yosvangs Rojas, Honorio Machado                           |
| Lotería del Táchira - Drodínica                | José Alirio Contreras, José Chacón, Miguel Ubeto          |
| Kino Táchira - Cauchos Guayana                 | John Nava                                                 |
| Gobierno del Táchira                           |                                                           |
| Fundación Nelson Cabrera-Gobierno de Trujillo  | Xavier Quevedo, Wilmen Bravo                              |
| Fundación Olinto Silva                         |                                                           |
| Gobierno Bolivariano de Aragua                 |                                                           |
| Gobernación Policía de Bolívar                 |                                                           |
| Ministerio del Ambiente-F. Repeca              |                                                           |
| Fundación Dijogreca-Nueva Esparta              |                                                           |
| Sélection de l'État de Zulia                   |                                                           |
| Cafetín La Mina-Portuguesa                     |                                                           |
| Tomás Teresén-Monagas                          |                                                           |
| Fundadeporte-Carabobo                          |                                                           |
| Gobierno Revolucionario de Guarico             |                                                           |
| Tool R.Servis-Is.Fundesu                       |                                                           |
| Sélection de l'État d'Yaracuy                  |                                                           |
| Lara-Banco Industrial de Venezuela             |                                                           |
| S.Andres - Gobierno de Monagas                 |                                                           |
| Équipes étrangères                             | Principaux engagés                                        |
| Movistar                                       | Marvin Angarita, Carlos Gálviz                            |
| Boyacá Orgullo de América                      | Edgar Fonseca                                             |
| Trécolli-Bono del Ciclismo                     | Rolando Trujillo                                          |
| Sélection de Cuba                              |                                                           |
| Sélection de la République Dominicaine         |                                                           |
| Panavial Ecuador                               |                                                           |

## Récit de la course

### 13 - 15 juin
Le Tour du Venezuela 2011 débute par trois étapes qui se concluent par des arrivées massives. Honorio Machado remporte la première et se maintient en tête du classement général dans les deux suivantes, grâce au jeu des bonifications. Marvin Angarita remporte sa première victoire dans la deuxième étape, bien qu'il ait franchi la ligne en troisième position. Ses prédécesseurs sont disqualifiés pour comportement incorrect lors du sprint final. Le lendemain, le jeune Xavier Quevedo inaugure son palmarès en gagnant devant Gil Cordovés.

### 16 - 17 juin
La 4e étape commence par un premier secteur tronqué. Devant une chaussée dégradée et dangereuse, les coureurs refusent de prendre le départ. Après négociations, ils partent pour un parcours amputé de la moitié, dans une sorte d'exhibition pour le public de Zaraza. Les résultats ne sont pas pris en compte pour les différents classements de la compétition. Seule la victoire d'étape est comptabilisée, elle revient à Edgar Fonseca. Le second secteur voit Miguel Ubeto gagner au sprint et subtiliser le maillot de leader à Machado, grâce aux bonifications attenantes. Dès le lendemain, Honorio Machado reprend son bien, en remportant sa seconde victoire au sprint devant Angarita et un maigre peloton de 46 coureurs.

### 18 - 20 juin
Le classement général subit les premières modifications importantes à l'issue de la 6e étape. Wilmen Bravo remporte le sprint à l'arrivée, réglant les douze derniers de ses dix-huit compagnons d'échappée, Carlos Linares s'emparant, lui, du maillot de leader. Au départ de l'étape, trente coureurs se tenaient en 24 secondes alors qu'à son terme, seuls cinq coureurs sont dans la même minute que Linares (dont les trois cyclistes qui monteront sur le podium final). La 7e étape voit la 58e victoire de Gil Cordovés sur le Tour du Venezuela et aucun changement au classement général. Le premier tronçon de la 8e étape, un contre-la-montre de 12 km, apporte peu de modifications, puisque les cinq premiers, séparés de 10 secondes au départ, le sont de 21 à l'arrivée. Le parcours amputé de huit kilomètres n'a pas permis aux spécialistes de l'effort solitaire (comme le vainqueur José Chacón) de combler leur retard sur les échappés de la 6e étape. Marvin Angarita remporte sa deuxième victoire lors du sprint massif clôturant la seconde demi-étape.

### 21 - 24 juin
La 9e étape est l'étape reine de ce tour avec un relief particulièrement accidenté. Elle déterminera le classement général final puisque les 12 premiers à l'issue de l'étape le seront à la fin du Tour du Venezuela 2011. Pourtant, elle ne permet pas de déloger du haut du classement les rescapés de l'échappée de la 6e étape qui trustent le podium (ils sont encore cinq dans les dix premiers). L'étape est remportée en solitaire par Manuel Medina. Son jeune coéquipier Pedro Gutiérrez ravit la tête du classement général au vice-champion panaméricain de l'omnium Carlos Linares qui recule à la sixième place. Les trois dernières étapes se terminent par des sprints massifs. Lors de la 10e, Miguel Ubeto remporte sa seconde victoire sur ce Tour en terminant juste devant Marvin Angarita. Manuel Medina, en franchissant en tête le dernier col de l'épreuve, y remporte le classement du meilleur grimpeur, le subtilisant à John Nava. Angarita se rattrape sur les circuits urbains qui achèvent ce Tour du Venezuela 2011. Il gagne ses troisième et quatrième étapes à chaque fois en devançant Gil Cordovés. Ce qui lui permet de finir en tête du classement par points. Ces étapes ne modifient en rien le classement général final et Pedro Gutiérrez s'impose devant son coéquipier Juan Murillo.

## Les étapes
| Étape      | Date    | Villes étapes                        | km         | Vainqueur d'étape | Leader du classement général |
| 1re étape  | 13 juin | Circuit dans Temblador               | 87         | Honorio Machado   | Honorio Machado              |
| 2e étape   | 14 juin | Temblador - Maturín                  | 126,4      | Marvin Angarita   | Honorio Machado              |
| 3e étape   | 15 juin | Jusepín - Aragua de Barcelona        | 187,7      | Xavier Quevedo    | Honorio Machado              |
| 4e étape A | 16 juin | Circuit dans Zaraza                  | 38         | Edgar Fonseca     | Honorio Machado              |
| 4e étape B | 16 juin | Zaraza - Valle de la Pascua          | 98,2       | Miguel Ubeto      | Miguel Ubeto                 |
| 5e étape   | 17 juin | Chaguaramas - San Juan de Los Morros | 185,6      | Honorio Machado   | Honorio Machado              |
| 6e étape   | 18 juin | Ortiz - Cagua                        | 147,9      | Wilmen Bravo      | Carlos Linares               |
| 7e étape   | 19 juin | Tinaquillo - El Playón               | 209,3      | Gil Cordovés      | Carlos Linares               |
| 8e étape A | 20 juin | Araure - Araure                      | 11,8 (CLM) | José Chacón       | Carlos Linares               |
| 8e étape B | 20 juin | Acarigua - Barquisimeto              | 65,1       | Marvin Angarita   | Carlos Linares               |
| 9e étape   | 21 juin | Barquisimeto - Nirgua (San Vicente)  | 106,4      | Manuel Medina     | Pedro Gutiérrez              |
| 10e étape  | 22 juin | Nirgua - Guacara                     | 126        | Miguel Ubeto      | Pedro Gutiérrez              |
| 11e étape  | 23 juin | Circuit dans Valencia                | 94,4       | Marvin Angarita   | Pedro Gutiérrez              |
| 12e étape  | 24 juin | Circuit dans Caracas                 | 76,5       | Marvin Angarita   | Pedro Gutiérrez              |

## Classement général final
120 coureurs terminent l'épreuve.
| Pos. | Coureur               | Nationalité | Équipe                   | Temps            |
| ---- | --------------------- | ----------- | ------------------------ | ---------------- |
| 1    | Pedro Gutiérrez       | Venezuela   | Gobernación del Zulia    | 32 h 44 min 34 s |
| 2    | Juan Murillo          | Venezuela   | Gobernación del Zulia    | +14 s            |
| 3    | José Alirio Contreras | Venezuela   | Lotería del Táchira      | +52 s            |
| 4    | Manuel Medina         | Venezuela   | Gobernación del Zulia    | +1 min 05 s      |
| 5    | José Chacón           | Venezuela   | Lotería del Táchira      | +1 min 13 s      |
| 6    | Carlos Linares        | Venezuela   | Gobierno de Carabobo     | +1 min 18 s      |
| 7    | John Nava             | Venezuela   | Kino Táchira             | +1 min 35 s      |
| 8    | Yosvangs Rojas        | Venezuela   | Alcadía de Valencia      | +1 min 48 s      |
| 9    | José Rujano           | Venezuela   | Gobernación del Zulia    | +2 min 01 s      |
| 10   | Darwin Urrea          | Venezuela   | Transporte Hermanos Moya | +2 min 25 s      |

## Évolution du classement général
| Etapes             | Vainqueur          | Classement général | Classement par points | Classement de la montagne | Classement des sprint | Classement du meilleur jeune | Classement par équipes   |
| ------------------ | ------------------ | ------------------ | --------------------- | ------------------------- | --------------------- | ---------------------------- | ------------------------ |
| 1re étape          | Honorio Machado    | Honorio Machado    | Honorio Machado       | Non attribué              | Wilmen Bravo          | Carlos Linares               | Sélection de Cuba        |
| 2e étape           | Marvin Angarita    | Honorio Machado    | Honorio Machado       | John Nava                 | Miguel Ubeto          | Marvin Angarita              | Movistar                 |
| 3e étape           | Xavier Quevedo     | Honorio Machado    | Marvin Angarita       | Rolando Trujillo          | Miguel Ubeto          | Xavier Quevedo               | Fundación Nelson Cabrera |
| 4e étape A         | Edgar Fonseca      | Honorio Machado    | Marvin Angarita       | Rolando Trujillo          | Miguel Ubeto          | Xavier Quevedo               | Fundación Nelson Cabrera |
| 4e étape B         | Miguel Ubeto       | Miguel Ubeto       | Miguel Ubeto          | Rolando Trujillo          | Wilmen Bravo          | Xavier Quevedo               | Sélection de Cuba        |
| 5e étape           | Honorio Machado    | Honorio Machado    | Miguel Ubeto          | Carlos Gálviz             | Miguel Ubeto          | Marvin Angarita              | Sélection de Cuba        |
| 6e étape           | Wilmen Bravo       | Carlos Linares     | Miguel Ubeto          | John Nava                 | Wilmen Bravo          | Carlos Linares               | Movistar                 |
| 7e étape           | Gil Cordovés       | Carlos Linares     | Miguel Ubeto          | John Nava                 | Wilmen Bravo          | Carlos Linares               | Movistar                 |
| 8e étape A         | José Chacón        | Carlos Linares     | Miguel Ubeto          | John Nava                 | Wilmen Bravo          | Carlos Linares               | Movistar                 |
| 8e étape B         | Marvin Angarita    | Carlos Linares     | Miguel Ubeto          | John Nava                 | Wilmen Bravo          | Carlos Linares               | Movistar                 |
| 9e étape           | Manuel Medina      | Pedro Gutiérrez    | Miguel Ubeto          | John Nava                 | Wilmen Bravo          | Pedro Gutiérrez              | Gobernación del Zulia    |
| 10e étape          | Miguel Ubeto       | Pedro Gutiérrez    | Miguel Ubeto          | Manuel Medina             | Wilmen Bravo          | Pedro Gutiérrez              | Gobernación del Zulia    |
| 11e étape          | Marvin Angarita    | Pedro Gutiérrez    | Marvin Angarita       | Manuel Medina             | Wilmen Bravo          | Pedro Gutiérrez              | Gobernación del Zulia    |
| 12e étape          | Marvin Angarita    | Pedro Gutiérrez    | Marvin Angarita       | Manuel Medina             | Wilmen Bravo          | Pedro Gutiérrez              | Gobernación del Zulia    |
| Classements finals | Classements finals | Pedro Gutiérrez    | Marvin Angarita       | Manuel Medina             | Wilmen Bravo          | Pedro Gutiérrez              | Gobernación del Zulia    |

## Bilan sportif
Le Tour du Venezuela 2011 a vu l'émergence au plus haut niveau de deux coureurs de moins de 23 ans, le Vénézuélien Pedro Gutiérrez, lauréat de l'épreuve et le Colombien Marvin Angarita, vainqueur de quatre étapes.
L'équipe Gobernación del Zulia a dominé la compétition en plaçant quatre hommes dans les dix premiers du classement général final et surtout deux aux deux premières places.
La 6e étape a été l'étape la plus importante de ce Tour puisque les échappés se retrouvent à trois sur le podium final de l'épreuve (et cinq dans les dix premiers),. Le contre-la-montre de la 8e étape (secteur A) et la 9e étape montagneuse ont "simplement" déterminé l'ordre du podium final, avec un rapproché au classement des favoris tels que Manuel Medina (quatrième) ou José Chacón (cinquième).
Enfin, il faut détacher Gil Cordovés, vainqueur à 46 ans de sa 58e victoire sur le Tour.